# Murzynowo-Łomno
Murzynowo-Łomno (prononciation : [muʐɨˈnɔvɔ ˈwɔmnɔ]) est un village polonais de la gmina de Skwierzyna dans le powiat de Międzyrzecz de la voïvodie de Lubusz dans l'ouest de la Pologne.

## Histoire
Avant 1945, ce village était sur le territoire de l'Empire allemand dans le Royaume de Prusse dans la province de Brandebourg sous le nom de Mittelbusch. (voir Évolution territoriale de la Pologne)
De 1975 à 1998, le village appartenait administrativement à la voïvodie de Gorzów .

Depuis 1999, il appartient administrativement à la voïvodie de Lubusz